# Pou de glaç del Molí de Ribera
El Pou de glaç del Molí de Ribera és una obra de Siurana (Alt Empordà) inclosa a l'Inventari del Patrimoni Arquitectònic de Catalunya.

## Descripció
Pou que forma part del mas el molí, a prop de l'entrada a Siurana pel carrer de Dalt. És un edifici de planta circular, cobert amb una cúpula semiesfèrica. Interiorment fa uns set metres de diàmetre. Les paret laterals són de pedruscall amb argamassa. Aquesta paret és rematada amb una filada de rajola que forma una mena de cornisa. Exteriorment la cúpula sobresurt ppoc dels murs laterals i està recoberta d'una capa d'arrebossat recent. Quant a les obertures, la porta d'accés és d'època posterior a la construcció, així com la finestra que hi ha a l'esquerra de la porta. L'única finestra original es troba actualment aparedada a causa d'haver-se afegit una construcció més tardana a migdia del pou. Aquesta finestra és d'arc rebaixat. L'interior es va colgar de terra per anivellar-lo amb l'exterior er fer-lo servir com a galliner. La volta de la cúpula és de petits maons massissos molt ben arrenglerats.